# Жанаталап (Тарбагатайський район)
Жанатала́п (каз. Жаңаталап) — село у складі Тарбагатайського району Східноказахстанської області Казахстану. Входить до складу Жанааульський сільського округу.
Населення — 239 осіб (2021; 369 у 2009, 524 у 1999, 459 у 1989).
Національний склад станом на 1989 рік:
- казахи — 100 %